# La Corona del Rey
La Corona del Rey (2003) es el quinto trabajo discográfico de la banda uruguaya Hereford.

## Ficha técnica
Idea de producción de interactivo: Hereford, Fernando Novelli y Esteban de Armas
Producción ejecutiva: Claudio Picerno y Frank Lampariello
Arte y diseño de arte: El gurú de la sangre, Santiago Guidotti
Intro y salida del disco: Carlos Tanco, Salvador Banchero y Gonzalo Cammarota.
Todos los temas están compuestos por Diego Martino (excepto "Emilia" -Lampariello y Mendaro-, "El tiempo te va a condenar" - Martino y Mendaro-, "No voy a caer de nuevo" - Martino, Lampariello, Mendaro, Trobo)
Todos los temas están arreglados y producidos por Hereford
Músicos invitados: Marcelo Fontanini (Snake) en Hay que matarlos hoy, Ricardo "Gafin" Maril Hammond en "Emilia".
Grabado en Estudios Arizona Road por Gonzalo Gutiérrez, Federico Langwagen y Frank Lampariello
Editado por Frankie Lampariello
Mezclado en Circo Beat (Buenos Aires) por Claudio Romandini)
Asistentes de mezcla Ricardo Maril y Martín Daneri
Remezclas en Estudios Arizona Road (Montevideo) por Federico Langwagen y Diego Martino
Masterizado por Daniel Baez

## Canciones
1. Intro
2. Ya no habrá quien
3. Sin dejar una respuesta
4. La vida es un juego
5. Cierto
6. Algo tuyo dentro de mi
7. La corona del Rey
8. El tiempo te va a condenar
9. Nadie va a hacerlo por vos
10. No creo que vos me creas
11. Hay que matarlos hoy
12. No voy a caer de nuevo
13. Emilia
14. A las diez

- Datos: Q5963013